# Acanthopholis horrida
Acanthopholis horrida (gr. "escamas espinosas") es la única especie conocida del género dudoso  extinto Acanthopholis de dinosaurio tireóforo nodosáurido, que vivió a mediados del período el Cretácico, hace aproximadamente 100 millones de años, en el Cenomaniense, en lo que hoy es Europa.

## Descripción
Presentaba un cuerpo recio y acorazado que le servía como defensa contra sus depredadores. Su cuello estaba recubierto por unas pequeñas púas y el resto del cuerpo estaba acorazado de forma parecida a la de los pangolines actuales, reforzado por algunas protuberancias. La armadura de Acanthopholis consistía en placas ovales con una espina colocadas casi horizontalmente a la piel, con largas espinas que sobresalían del área del cuello y los hombros, a lo largo de la columna vertebral. Acanthopholis era cuadrúpedo y herbívoro. Se ha estimado que su tamaño está en el rango de 3 a 5,5 metros  de largo y aproximadamente 380 kilogramos.

## Descubrimiento e investigación
Alrededor de 1865, el coleccionista y comerciante de fósiles John Griffiths encontró restos de dinosaurios, incluidos osteodermos, en la costa cerca de Folkestone en Kent, que vendió al metalúrgico Dr. John Percy. Percy llamó la atención de Thomas Henry Huxley, quien le pagó a Griffiths para que desenterrase todos los fósiles que pudo encontrar en el sitio. A pesar de estar obstaculizado por el hecho de que estaba ubicado en el área entre las mareas, logró descubrir varios huesos adicionales y partes de la armadura del cuerpo.
En 1867, Huxley nombró el género y especie Acanthopholis horridus. El nombre genérico del dinosaurio se refiere a su armadura , derivada del griego ακανθα akantha que significa 'espina' o 'púa' y φόλις pholis que significa 'escama'. El nombre específico A. horridus significa "aterrador" o "rudo" en latín . Arthur Smith Woodward enmendó el nombre de la especie en Acanthopholis horrida en 1890 porque pholis es femenino. Los especímenes tipo y cotipo GSM 109045-GSM 109058, se encontraron en el Grupo Chalk, una formación que data de las etapas Albiense a Cenomaniense hace unos 100 millones de años. Los especímenes constan de tres dientes, la base del cráneo, un vértebra dorsal, espinas y escudos.
En 1869, Harry Govier Seeley nombró varias especies nuevas del género basadas en restos de la arena verde de Cambridge, "Acanthopholis macrocercus'", basada en el espécimen CAMSM B55570-55609, "Acanthopholis platypus" basado en el espécimen CAMSM B55454-55461 y '"Acanthopholis stereocercus", con base en el espécimen CAMSM B55558 55569. Más tarde, Seeley dividió el material de Acanthopholis stereocercus y creó una nueva especie de Anoplosaurus con una parte, Anoplosaurus major. También describió una nueva especie, Acanthopholis eucercus, sobre la base de seis vértebras caudales, el espécimen CAMSM 55552-55557. Sin embargo, en 1902 Franz Nopcsa lo cambió a Acanthopholis major. Nopcsa al mismo tiempo renombró a Anoplosaurus curtonotus en Acanthopholis curtonotus. En 1879, Seeley nombró al género Syngonosaurus basado en parte del material tipo de A. macrocercus. En 1956 Friedrich von Huene renombró A. platypus como Macrurosaurus platypus .
En 1999 Xabier Pereda-Superbiola y Paul M. Barrett revisaron todo el material de Acanthopholis  Concluyeron que todas las especies eran dudosas cuyos especímenes sintéticos eran compuestos de anquilosaurios no diagnósticos y restos de ornitópodos. Por ejemplo, los metatarsos incluidos en la serie de sintipo de Acanthopholis platypus provienen de un saurópodo, pero los otros sintipos no lo son. También encontraron dos nombres inéditos que Seeley había utilizado para etiquetar especímenes de museo: "Acanthopholis hughesii" indicaba SMC B55463-55490 y "Acanthopholis keepingi" SMC B55491-55526. Ambos nombres no fueron propuestos por ellos como nuevas especies y son nomina nuda.

## Clasificación
Los restos parciales fueron descubiertos en Inglaterra en 1867 en Cambridgeshire, Formación Arena Verde superior. Tiempo después, Thomas Huxley nombró al espécimen como Acanthopholis horridus. Acanthopholis es un nombre inválido en algunas fuentes, las cuales sostienen que no se ha recabado la suficiente información como para afirmar que no se trata más que de un nodosaurio. Acanthopholis fue originalmente asignado a los Scelidosauridae por Huxley. En 1902, Nopcsa creó una familia separada, Acanthopholididae . Más tarde, nombró a Acanthopholinae como una subfamilia. En 1928, corrigió Acanthopholididae a Acanthopholidae. Hoy Acanthopholis se considera un miembro de los Nodosauridae dentro de Ankylosauria .

### Otras especies
- Acanthopholis platypus se basa en un metatarso de saurópodo y centros caudales y una falange del anquilosauriano.
- Acanthopholis stereocercus incluye las vértebras dorsales de ornitópodo y vértebras caudales del y la espina dorsal cutánea anquilosauriano.
- "Acanthopholis hughesii" (Nomen nudum) (Pereda-Suberbiola & Barrett, 1998) (SMC B55463-55490) seis dorsales, siete caudales, proceso transversal, cuatro metapodiales, tres falanges, siete placas cutáneas todas de anquilosauriano excepto algunos de los metapodiales (Dinosauria indet.) y algunas vértebras dorsales (Ornithopoda indet.).
- "Acanthopholis keepingi" (Nomen Nudum) (Pereda-Suberbiola & Barrett, 1998) (SMC B55491-55526) cinco dorsales, seis caudales, tres procesos transversales, costilla, dos tarsos, metatarso, dos falanges, ilion fragmentario, trece placas cutáneas, dos huesos indeterminados todos son de anquilosauriano excepto algunas vértebras dorsales y caudales (Ornithopoda indet.), un fragmento del miembro (tortuga) y los tarsos, costilla, metatarso y falanges (Dinosauria indet.).
- Acanthopholis eucercus (Seeley, 1869) Anquilosauriano dudoso basado en 6 vértebras caudales posiblemente un  Iguanodóntido. Holotipo: SMC 55551; SMC 55552; SMC 55553; SMC 55554; SMC 55555; SMC 55556 todas vértebras caudales.